# Aeroklub

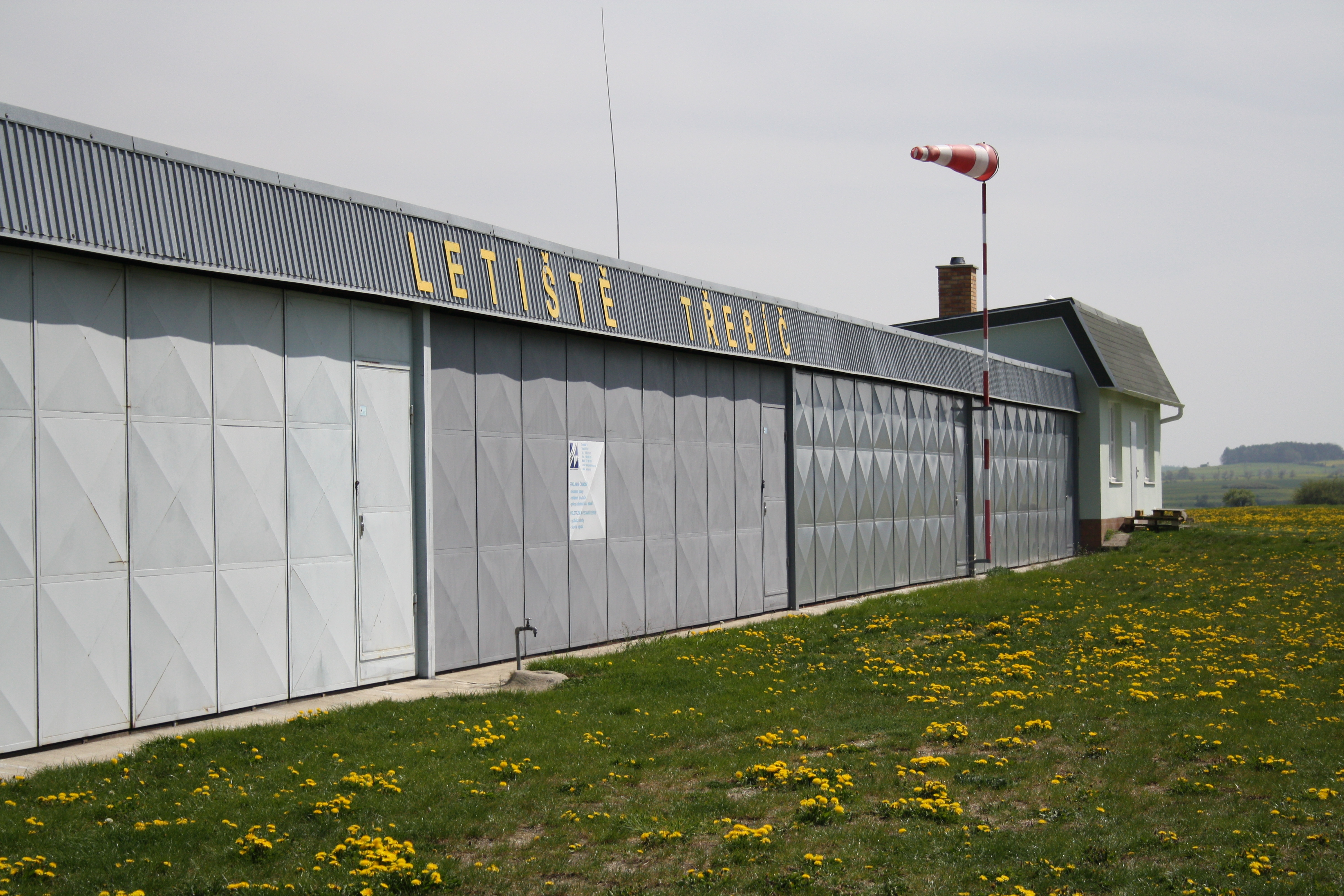
Hangár Západomoravského aeroklubu v Třebíči.

Aeroklub je civilní spolek nebo organizace, která sdružuje piloty nebo zájemce o turistické či sportovní létání.

## Aerokluby v Česku
V Česku mají aerokluby podobu občanského sdružení a často bývají provozovateli letišť v lokalitě jejich působnosti. Jednotlivé aerokluby jsou sdružené v Aeroklubu České republiky, který je pověřen výkonem státní správy v oblasti jejich činnosti. Národní aerokluby jsou členy Mezinárodní letecké federace (FAI).

## Odbornosti
Kluby obvykle sdružují zájemce o různé odbornosti civilního letectví a leteckého sportu. Jedná se zejména o
- Plachtění
- Motorové létání
- Ultralehké a motorové kluzáky
- Parašutismus
- Balónové létání